# Sandrali de Campos Bueno
Sandrali de Campos Bueno (Porto Alegre, 10 de maio de 1949), de nome mítico social Iá Sandrali de Oxum, ou Iá Sandrali, é uma ialorixá, mulher negra, educadora, dirigente de uma comunidade de tradição de matriz africana e psicóloga brasileira. Sandrali é ativista antirracista, feminista e de tradição de matriz africana e afrodiaspórica. Também é especialista em criminologia pela Pontifícia Universidade Católica do Rio Grande do Sul (PUC-RS), servidora pública e psicóloga da Fundação de Atendimento Sócio Educativo do Rio Grande do Sul (FASE/RS). Exerce a função de Secretária executiva do Conselho do Povo de Terreiro do Estado do Rio Grande do Sul, única instância com esta característica no país.

## Biografia
Sandrali começou sua trajetória profissional e militante aos 20 anos, na Fundação Estadual do Bem-estar do Menor (Febem-RS), onde ingressou em janeiro de 1970. No extinto Instituto Central de Menores (ICM), principal unidade da Febem em Porto Alegre, trabalhava na alfabetização de jovens em conflito com a lei que a escola não acolhia por terem passado da faixa etária. No ICM, foi praxiterapeuta, instrutora de artes, auxiliar técnica, coordenadora de atividades e diretora, tendo sido a primeira mulher, no Estado, a dirigir uma instituição destinada a menores em conflito com a lei do sexo masculino, no período de 1987 a 1989. A luta por justiça e respeito à infância e à juventude levou-a à direção do Albergue Ingá Brita, que acolhia meninos e meninas em situação de rua.
Sandrali formou-se em Psicologia pela Universidade do Vale do Rio dos Sinos (UNISINOS) em 1984. Possui especialização em Criminologia pela PUC-RS.
Ativista social, integra a coordenação da organização de mulheres negras Akann, no Instituto de Pesquisa e Assessoria em Direitos Humanos, Gênero e Etnias, com sede em Porto Alegre. Faz parte do núcleo gaúcho da Rede Nacional de Religiões de Matriz Africana e Saúde.
Como ialorixá, é uma das dirigentes da Sociedade Afro-brasileira Ilê Aiê Orixá Iemanjá, na cidade de Pelotas.

## Vida pública
Em 1992, assumiu a presidência do extinto Movimento Assistencial de Porto Alegre (MAPA), tendo contribuído para construção da política pública de assistência social do município no atendimento às crianças e aos adolescentes em situação de vulnerabilidade social. Ocupou o cargo até o ano seguinte.
Contribuiu na implantação do Conselho Municipal dos Direitos da Cidadania e Contra as Discriminações e a Violência, em 1994, tendo sido a 1ª secretária-executiva.
Em 1996, disputou uma cadeira de vereadora em Porto Alegre, tendo feito 2.666 votos, sem conseguir se eleger.
Sandrali foi nomeada, em 2011, integrante do Conselho de Desenvolvimento Econômico e Social (CDES) do Estado do Rio Grande do Sul. Ela foi indicada como representante dos Povos Tradicionais de Matriz Africana, que fizeram a solicitação ao então governador Tarso Genro na semana da Consciência Negra, no mês de novembro daquele ano. Exerceu a função até 2013.
Em 2018, foi candidata a deputada estadual no Rio Grande do Sul pelo Partido dos Trabalhadores (PT), sem conseguir se eleger.

## Religião
Optou por plantar seu axé na cidade de Pelotas, onde dirige seu Ilê Axé.

## Família
Nascida Sandrali Souza de Campos, filha primogênita de Wilson Albino de Campos e de Ely Souza de Campos, tornou-me Sandrali de Campos Bueno quando casou e, mesmo depois de descasada, continuou Sandrali de Campos Bueno, em homenagem às filhas, Winnie de Campos Bueno e Ayanna de Campos Bueno.